# Лінія Бертелемі

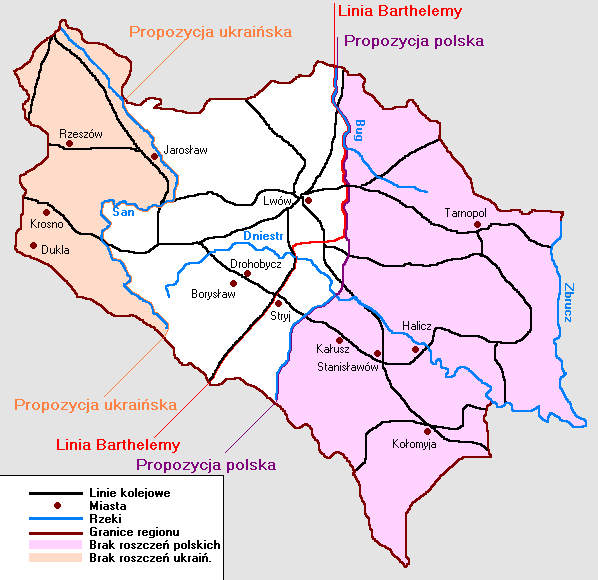
Лінія Бертелемі, пропозиції польської та української сторін

Лінія Бертелемі («Бартелемі чи Бартельмі лінія») — умовно прийнята назва лінії, котру спеціально скликана комісія держав-представниць Антанти на чолі з французьким генералом Бертелемі (дружина — за походженням із польської шляхти) 24 лютого 1919 року запропонувала вважати за західний кордон Західноукраїнської Народної Республіки.

## Відомості

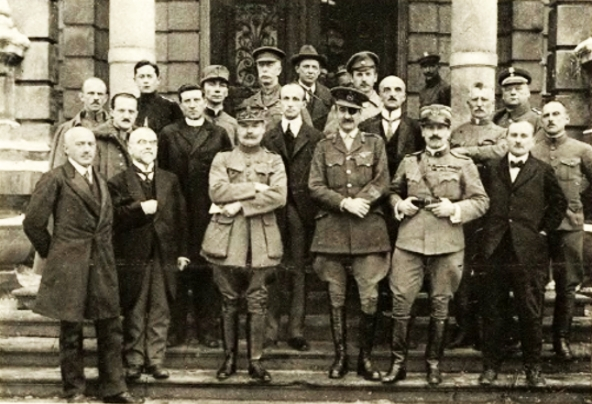
Члени делегацій на перемовинах про припинення вогню. Львів, палац Потоцьких, 26.02.1919 рік. Перший ряд (зліва направо): Володимир Темницький, Володимир Охримович, голова французької місії генерал Жозеф Бартелемі, керівник британської місії генерал-майор Адріан Картон де Віарт, італійський майор Джузепе Стабіле, Степан Витвицький; Другий ряд: Альфонс Ерле, отець Франц Ксаверій Бонн, Роберт Говард Лорд (США), Осип Бурачинський, Костянтин Слюсарчук, Теодор Рожанківський; Третій ряд: стоїть третій — отець Антін Калята, четвертий — британський полковник Смайс, шостий — Вільгельм Фідлєр

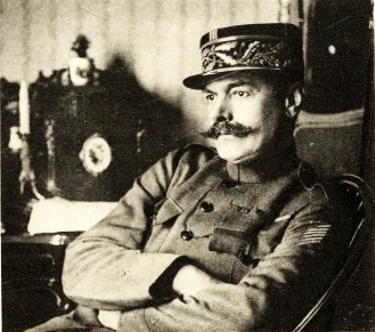
Жозеф Бертелемі

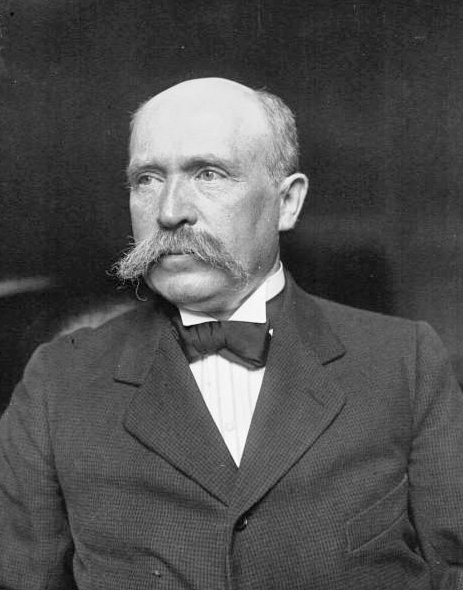
Ж.Нуланс

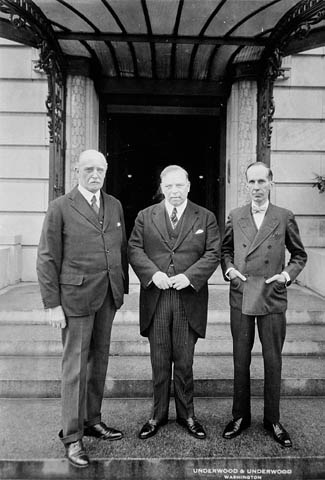
Есмі Говард (зліва)

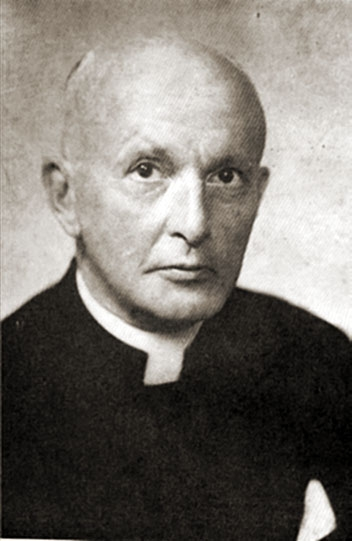
Роберт Говард Лорд

Польський Комітет Народовий — дипломатичний представник Польщі перед Мировою комісією — робив усілякі заходи, аби нав'язати неправдиву інформацію, що українські війська перебували під керунком німецьких старшин, та що створення ЗУНР було в інтересах Німеччини та Австрії. Прем'єр Польщі Ігнацій Ян Падеревський надавав дані про Галичину зі зумисним сплутуванням українських сил з більшовицькими, не відкидаючи видумок щодо німецької участі.
19 січня 1919 р. через Прагу й Варшаву місія Бертелемі прибула до Кракова, налагодила стосунки з польськими властями. В перших числах лютого 1919 р. Найвища Рада країн Антанти, в спробах припинення українсько-польської війни, надіслала для переговорів з урядами ЗУНР та Польщі про перемир'я спеціальну комісію, що складалася приблизно з 70 осіб, очолювану генералом Жозефом Бертелемі. До складу делегації увійшли: від Великої Британії — лорд Адріан Картон де Віарт, від США — професор Роберт Говард Лорд (англ. Robert Howard Lord), Італію представляв майор Стабіле; та ще ряд військових експертів. Потягом, яким місія дісталася до Львова, відправлено й зброю для польських частин, що викликало, зокрема, протест митрополита Шептицького. Місія на початках двічі відмовилася вести переговори про перемир'я з представниками УГА, вони почалися лише 1 лютого і завершилися нічим. Польські інтереси охоплювали не тільки Східну Галичину — по Збруч, але і Холмщину, Підляшшя, Полісся та Волинь — по річку Случ, Проскурівський та Кам'янецький повіти. 13 лютого до Варшави з Парижа прибула комісія Ж. Нуланса та перебирає керівництво, обговорює становище з Ю. Пілсудським. Важке становище польських військ зумовило рішення скерувати місію для пришвидшення підписання перемир'я.
18 лютого полковник В. Курманович отримав від вищої Ради телеграму з вимогою припинити вогонь в районі залізниці, щоб пропустити до Львова місію. Командування УГА, М. Омелянович-Павленко категорично відмовився припинити вогонь в момент найвищого піднесення Вовчухівської операції. Президент Е. Петрушевич особисто, уряд ЗУНР продовжували вірити в шляхетність Антанти, але водночас з місією Бартелемі до Львова в потязі було таємно провезено 14 000 гвинтівок з боєприпасами. 20 лютого зі Львова Бертелемі надіслав вимогу до УГА припинити бойові дії та забезпечити проїзд місії до УГА — Ходорова.
Після проведення попередніх перемовин з представництвом польського уряду, члени місії 22 лютого вранці прибули до Начальної Команди УГА. Їх, як поважних гостей, на пероні вокзалу Ходорова зустріли С.Голубович та М.Омелянович-Павленко — та під час переговорів голова місії стукав по столу кулаками, а генерал Картон висунув вимогу через 5 хв. припинити бойові дії. 22 лютого командир УГА Омелянович-Павленко погодився припинити воєнні дії на 1 добу. 24 лютого на настійливі вимоги місії Антанти було укладено перемир'я; припинення воєнних дій, яке вступило в силу з ранку 25 лютого, зупинило успішний наступ українських військ в ході Вовчухівськоі операції. Спроби членів делегації ЗУНР Степана Витвицького, Михайла Лозинського, Осипа Бурачинського, Володимира Темницького, представників УГА обґрунтувати позицію української сторони пішли намарне; одночасно делегат США Лорд запевнив польських військових, що «історичні й політичні права» Польщі будуть захищені, до неї відійдуть Львів і нафтові родовища Прикарпаття. В штаб-квартирі УГА делегати місії в присутності вищих керівників ЗУНР Евгена Петрушевича й Сидора Голубовича зустрілися з Симоном Петлюрою.
В часі переговорів за участю делегацій ЗУНР і Польщі в Ходорові, згодом у Львові, генерал Бертелемі в ультимативній формі вимагав встановлення демаркаційної лінії між воюючими сторонами по визначеній його групою лінії. Його план передбачав встановлення західного кордону ЗУНР по східній межі Львівського, Перемишлянського і Бібрського повітів, далі вниз по течії річки Стрий. Згідно з цим планом до Польщі відходило до 40 % території Східної Галичини, серед всього — Львів і Дрогобицько-Бориславський нафтовий басейн залишалися у складі Польщі.
М.Омелянович-Павленко в своїх спогадах про нараду цієї комісії з українським командуванням пише: 
| О 12-ій годині я й полковник Курманович зі старшинами штабу зустріли на двірці представників всемогутньої в той час спілки держав: Англії – генерал Картон де Віяр, полковники Моль і Сміс, Франції — генерал Бертелемі й майор Вікер, Італії — майор Стобілє (Стабілє[3]) і поручник Парголезі та Америки — професор Лорд і поручик Фастер. Першим вийшов з вагона генерал Картон де Віяр. Попри тяжке покалічення (він не мав лівого ока, однієї руки й ступні однієї ноги), його струнка й цілком свіжа постать справила на всіх дуже добре враження. Останнім вийшов насуплений і непривітний генерал Бертелемі. Представники Америки й Італії виказували до нас свою прихильність. Генерал Бертелемі сказав: “Ми — чотири заступники держав Антанти (Англії, Америки, Франції й Італії) — заявляємо Вам, що 18 лютого звернулися до Вас з вимогою спинити бойові операції для полегшення прибуття нашої місії з Перемишля до Львова. Натомість ви відповіли генеральною битвою на всьому фронті. Ми питаємо вас: це є виклик супроти держав Антанти? Коли ні, то ми ставимо вам негайне домагання: припинити розпочату вами генеральну битву. На відповідь даємо вам 5 хвилин”. На перше питання відповів я через о. Каляту: «Ні, оперативні обставини не дозволили негайно завісити зброю». Що ж до другого, то моя відповідь була така: «Пан-отче, передайте панам заступникам великих держав, “Ні, оперативні обставини не дозволяють зробити це. Я тільки командуючий військами, а Уряд, що стоїть наді мною, може остаточно вирішити це питання”. На диво, ця відповідь задовольнила заступників Антанти. Годинники, що тримали в руках деякі члени комісії, були сховані. |
- Стаття 1 наперед вирішеної угоди була такою: перемир'я є тільки військовим, воно ніяк не вплине на майбутнє рішення Паризької мирної конференції, але триватиме до його проголошення.

- Стаття 2 описувала «лінію Бартелемі», за яку на схід мали б відводитися частини УГА — від північного кордону Галичини вздовж Західного Бугу на південь, лишаючи полякам міста Кам'янку (Кам'янка-Бузька) та Бібрку, далі — Миколаїв, Турківський та Дрогобицький повіти.

- Стаття 4 — з обох сторін «лінії Бартелемі» твориться 3-кілометрова нейтральна зона.

Умови перемир'я були невигідні для УГА та згіршували становище ЗУНР.
Українська делегація — Осип Бурачинський, Степан Витвицький та Михайло Лозинський — остаточно відкинула пропозиції місії Бертелемі; воєнні дії на українсько-польському фронті відновилися.
У ніч на 1 березня командування УГА скасувало домовленість по припиненню вогню. На це місія Бертелемі висунула новий ультиматум, 2 березня полишила Львів.